# Alpiner Skieuropacup 2011/12
Die Saison 2011/2012 des Alpinen Skieuropacups begann für die Herren am 5. Dezember 2011 mit einem Riesenslalom in Trysil. Die ersten Herrenrennen waren ursprünglich für 9./10. November auf der Reiteralm angesetzt, mussten wegen Schneemangels aber zunächst zweimal verschoben und schließlich abgesagt werden. Die Damen sollten ihre Saison ursprünglich am 23. November in Finnland beginnen. Wegen Schneemangels mussten jedoch die jeweils zwei Rennen in Ruka und Levi Ende November sowie die drei Rennen im norwegischen Kvitfjell Anfang Dezember abgesagt werden. Die Damensaison begann daher am 6./7. Dezember in Zinal, wo die in Ruka abgesagten Slaloms nachgetragen wurden. Die Saison endete mit dem Finale vom 15. bis 18. März 2012 im Aostatal.
Bei den Herren waren 39 Rennen geplant (8 Abfahrten, 6 Super-G, 9 Riesenslaloms, 14 Slaloms und 2 Super-Kombination) und bei den Damen 35 Rennen (je 6 Abfahrten und Super-G, 11 Riesenslaloms, 10 Slaloms und 2 Super-Kombinationen). Erstmals im Europacup wurde bei den Herren ein City Event durchgeführt, bei dem die 32 schnellsten Läufer eines zuvor als Qualifikation ausgetragenen Slalomrennens startberechtigt waren. Die Punktevergabe erfolgte nach demselben Schema wie im Weltcup (mit zusätzlich acht Punkten für die auf Platz 17 gereihten Läufer) und ebenfalls nur für die Gesamtwertung.

## Europacupwertungen

### Gesamtwertung
| Rang | Name                  | Land        | Punkte |
| ---- | --------------------- | ----------- | ------ |
| 01   | Florian Scheiber      | Österreich  | 871    |
| 02   | Stefan Luitz          | Deutschland | 759    |
| 03   | Sergei Maitakow       | Russland    | 703    |
| 04   | Victor Muffat-Jeandet | Frankreich  | 666    |
| 05   | Nicolas Thoule        | Frankreich  | 608    |
| 06   | Roberto Nani          | Italien     | 548    |
| 07   | Luca De Aliprandini   | Italien     | 509    |
| 08   | Mattia Casse          | Italien     | 498    |
| 09   | Johannes Kröll        | Österreich  | 483    |
| 10   | Frederic Berthold     | Österreich  | 480    |

| Rang | Name                  | Land        | Punkte |
| ---- | --------------------- | ----------- | ------ |
| 01   | Lisa Magdalena Agerer | Italien     | 1029   |
| 02   | Enrica Cipriani       | Italien     | 0661   |
| 03   | Sofia Goggia          | Italien     | 0515   |
| 04   | Simona Hösl           | Deutschland | 0486   |
| 05   | Jennifer Piot         | Frankreich  | 0476   |
| 06   | Ana Drev              | Slowenien   | 0452   |
| 07   | Veronika Zuzulová     | Slowakei    | 0409   |
| 08   | Maruša Ferk           | Slowenien   | 0399   |
| 09   | Jasmine Flury         | Schweiz     | 0390   |
| 10   | Therese Borssén       | Schweden    | 0376   |

### Abfahrt
| Rang | Name              | Land        | Punkte |
| ---- | ----------------- | ----------- | ------ |
| 1    | Johannes Kröll    | Österreich  | 415    |
| 2    | Florian Scheiber  | Österreich  | 328    |
| 3    | Josef Ferstl      | Deutschland | 295    |
| 4    | Patrick Schweiger | Österreich  | 258    |
| 5    | Frederic Berthold | Österreich  | 235    |

| Rang | Name                  | Land       | Punkte |
| ---- | --------------------- | ---------- | ------ |
| 1    | Lisa Magdalena Agerer | Italien    | 300    |
| 2    | Enrica Cipriani       | Italien    | 245    |
| 3    | Mirena Küng           | Schweiz    | 203    |
| 4    | Jennifer Piot         | Frankreich | 191    |
| 5    | Mirjam Puchner        | Österreich | 138    |

### Super-G
| Rang | Name                  | Land       | Punkte |
| ---- | --------------------- | ---------- | ------ |
| 1    | Florian Scheiber      | Österreich | 450    |
| 2    | Mattia Casse          | Italien    | 256    |
| 3    | Gauthier de Tessières | Frankreich | 245    |
| 4    | Otmar Striedinger     | Österreich | 187    |
| 5    | Silvano Varettoni     | Italien    | 173    |

| Rang | Name            | Land       | Punkte |
| ---- | --------------- | ---------- | ------ |
| 1    | Enrica Cipriani | Italien    | 240    |
| 2    | Romane Miradoli | Frankreich | 236    |
| 3    | Sofia Goggia    | Italien    | 235    |
| 4    | Jasmine Flury   | Schweiz    | 219    |
| 5    | Jennifer Piot   | Frankreich | 193    |

### Riesenslalom
| Rang | Name                | Land        | Punkte |
| ---- | ------------------- | ----------- | ------ |
| 1    | Sergei Maitakow     | Russland    | 474    |
| 2    | Marcel Mathis       | Österreich  | 447    |
| 3    | Luca De Aliprandini | Italien     | 379    |
| 4    | Mathieu Faivre      | Frankreich  | 363    |
| 5    | Stefan Luitz        | Deutschland | 361    |

| Rang | Name                  | Land        | Punkte |
| ---- | --------------------- | ----------- | ------ |
| 1    | Lisa Magdalena Agerer | Italien     | 549    |
| 2    | Simona Hösl           | Deutschland | 464    |
| 3    | Ana Drev              | Slowenien   | 444    |
| 4    | Bernadette Schild     | Österreich  | 311    |
| 5    | Barbara Wirth         | Deutschland | 272    |

### Slalom
| Rang | Name                  | Land        | Punkte |
| ---- | --------------------- | ----------- | ------ |
| 1    | Victor Muffat-Jeandet | Frankreich  | 431    |
| 2    | Stefan Luitz          | Deutschland | 398    |
| 3    | Nicolas Thoule        | Frankreich  | 389    |
| 4    | Roberto Nani          | Italien     | 357    |
| 5    | Truls Johansen        | Norwegen    | 317    |

| Rang | Name               | Land     | Punkte |
| ---- | ------------------ | -------- | ------ |
| 1    | Veronika Zuzulová  | Slowakei | 380    |
| 2    | Therese Borssén    | Schweden | 376    |
| 3    | Emelie Wikström    | Schweden | 308    |
| 4    | Anna Swenn-Larsson | Schweden | 302    |
| 5    | Irene Curtoni      | Italien  | 255    |

### Super-Kombination
| Rang | Name               | Land       | Punkte |
| ---- | ------------------ | ---------- | ------ |
| 1    | Vincent Kriechmayr | Österreich | 140    |
| 2    | Frederic Berthold  | Österreich | 132    |
| 3    | Christian Spescha  | Schweiz    | 090    |
| 3    | Manuel Wieser      | Österreich | 090    |
| 5    | Adam Peraudo       | Italien    | 080    |

| Rang | Name               | Land       | Punkte |
| ---- | ------------------ | ---------- | ------ |
| 1    | Sofia Goggia       | Italien    | 140    |
| 2    | Ricarda Haaser     | Österreich | 125    |
| 3    | Ramona Siebenhofer | Österreich | 110    |
| 4    | Maruša Ferk        | Slowenien  | 100    |
| 5    | Lisa-Maria Zeller  | Österreich | 095    |

## Podestplatzierungen Herren

### Abfahrt
| Datum        | Ort                        | 1. Platz                                                                | 2. Platz                                                                | 3. Platz                                                                |
| ------------ | -------------------------- | ----------------------------------------------------------------------- | ----------------------------------------------------------------------- | ----------------------------------------------------------------------- |
| 29.11.2011 * | Reiteralm (AUT)            | Wegen Schneemangels abgesagt. Ersatzrennen am 27. Januar in Zauchensee. | Wegen Schneemangels abgesagt. Ersatzrennen am 27. Januar in Zauchensee. | Wegen Schneemangels abgesagt. Ersatzrennen am 27. Januar in Zauchensee. |
| 19.12.2011   | Madonna di Campiglio (ITA) | Abgesagt.                                                               | Abgesagt.                                                               | Abgesagt.                                                               |
| 20.12.2011   | Madonna di Campiglio (ITA) | Abgesagt.                                                               | Abgesagt.                                                               | Abgesagt.                                                               |
| 11.01.2012   | Val-d’Isère (FRA)          | Johannes Kröll (AUT)                                                    | Markus Dürager (AUT)                                                    | Mattia Casse (ITA)                                                      |
| 12.01.2012   | Val-d’Isère (FRA)          | Johannes Kröll (AUT)                                                    | Patrick Schweiger (AUT)                                                 | Mattia Casse (ITA)                                                      |
| 26.01.2012   | Zauchensee (AUT)           | Josef Ferstl (GER)                                                      | Florian Scheiber (AUT)                                                  | Alexandre Bouillot (FRA)                                                |
| 27.01.2012   | Zauchensee (AUT)           | Johannes Kröll (AUT)                                                    | Brice Roger (FRA)                                                       | Josef Ferstl (GER)                                                      |
| 08.02.2012   | Sarntal (ITA)              | Florian Scheiber (AUT)                                                  | Frederic Berthold (AUT) Ralph Weber (SUI)                               |                                                                         |
| 15.03.2012   | La Thuile (ITA)            | Mattia Casse (ITA)                                                      | Christian Spescha (SUI)                                                 | Florian Scheiber (AUT)                                                  |

* Sprintabfahrt

### Super-G
| Datum      | Ort                           | 1. Platz | 2. Platz | 3. Platz |
| ---------- | ----------------------------- | --- | --- | --- |
| 30.11.2011 | Reiteralm (AUT)               | Wegen Schneemangels abgesagt. Ersatzrennen am 1. Februar in Santa Caterina Valfurva.                           | Wegen Schneemangels abgesagt. Ersatzrennen am 1. Februar in Santa Caterina Valfurva.                           | Wegen Schneemangels abgesagt. Ersatzrennen am 1. Februar in Santa Caterina Valfurva.                           |
| 14.01.2012 | Méribel (FRA)                 | Florian Scheiber (AUT)                                                                                         | Andy Plank (ITA)                                                                                               | Mattia Casse (ITA)                                                                                             |
| 27.01.2012 | Zauchensee (AUT)              | Abgesagt, da stattdessen eine Abfahrt ausgetragen wird. Ersatzrennen am 2. Februar in Santa Caterina Valfurva. | Abgesagt, da stattdessen eine Abfahrt ausgetragen wird. Ersatzrennen am 2. Februar in Santa Caterina Valfurva. | Abgesagt, da stattdessen eine Abfahrt ausgetragen wird. Ersatzrennen am 2. Februar in Santa Caterina Valfurva. |
| 01.02.2012 | Santa Caterina Valfurva (ITA) | Florian Scheiber (AUT)                                                                                         | Mattia Casse (ITA)                                                                                             | Josef Ferstl (GER)                                                                                             |
| 02.02.2012 | Santa Caterina Valfurva (ITA) | Gauthier de Tessières (FRA) Florian Scheiber (AUT)                                                             | | Otmar Striedinger (AUT)                                                                                        |
| 10.02.2012 | Sarntal (ITA)                 | Silvano Varettoni (ITA)                                                                                        | Thomas Dreßen (GER)                                                                                            | Frederic Berthold (AUT)                                                                                        |
| 22.02.2012 | Sella Nevea (ITA)             | Gauthier de Tessières (FRA)                                                                                    | Mattia Casse (ITA)                                                                                             | Bernhard Graf (AUT)                                                                                            |
| 16.03.2012 | La Thuile (ITA)               | Florian Scheiber (AUT)                                                                                         | Thomas Tumler (SUI)                                                                                            | Silvano Varettoni (ITA)                                                                                        |

### Riesenslalom
| Datum      | Ort                 | 1. Platz                                                             | 2. Platz                                                             | 3. Platz                                                             |
| ---------- | ------------------- | -------------------------------------------------------------------- | -------------------------------------------------------------------- | -------------------------------------------------------------------- |
| 05.12.2011 | Trysil (NOR)        | Marcel Mathis (AUT)                                                  | Emil Bjørtomt Kristiansen (NOR)                                      | Stefan Luitz (GER)                                                   |
| 06.12.2011 | Trysil (NOR)        | Stefan Luitz (GER)                                                   | Roberto Nani (ITA)                                                   | Adam Peraudo (ITA)                                                   |
| 08.12.2011 | Åre (SWE)           | Wegen Schneemangels abgesagt. Ersatzrennen am 6. Dezember in Trysil. | Wegen Schneemangels abgesagt. Ersatzrennen am 6. Dezember in Trysil. | Wegen Schneemangels abgesagt. Ersatzrennen am 6. Dezember in Trysil. |
| 15.01.2012 | Méribel (FRA)       | Janez Jazbec (SLO)                                                   | Cyprien Richard (FRA)                                                | Thomas Tumler (SUI)                                                  |
| 18.01.2012 | Lenzerheide (SUI)   | Sergei Maitakow (RUS)                                                | Marcel Mathis (AUT)                                                  | Stefan Luitz (GER)                                                   |
| 23.01.2012 | Zell am See (AUT)   | Tommy Ford (USA)                                                     | Nicolas Thoule (FRA)                                                 | Cyprien Richard (FRA) Adam Žampa (SVK)                               |
| 17.02.2012 | Oberjoch (GER)      | Mathieu Faivre (FRA)                                                 | Marcel Mathis (AUT)                                                  | Luca De Aliprandini (ITA)                                            |
| 19.02.2012 | Monte Pora (ITA)    | Abgesagt. Ersatzrennen am 24. Februar in Sella Nevea.                | Abgesagt. Ersatzrennen am 24. Februar in Sella Nevea.                | Abgesagt. Ersatzrennen am 24. Februar in Sella Nevea.                |
| 24.02.2012 | Sella Nevea (ITA)   | Marcel Mathis (AUT)                                                  | Janez Jazbec (SLO)                                                   | Markus Nilsen (NOR)                                                  |
| 12.03.2012 | Kranjska Gora (SLO) | Sergei Maitakow (RUS)                                                | Luca De Aliprandini (ITA)                                            | Thomas Tumler (SUI)                                                  |
| 17.03.2012 | La Thuile (ITA)     | Sergei Maitakow (RUS)                                                | Thomas Tumler (SUI)                                                  | Luca De Aliprandini (ITA)                                            |

### Slalom
| Datum        | Ort                        | 1. Platz                                                             | 2. Platz                                                             | 3. Platz                                                             |
| ------------ | -------------------------- | -------------------------------------------------------------------- | -------------------------------------------------------------------- | -------------------------------------------------------------------- |
| 07.12.2011   | Trysil (NOR)               | Lars Elton Myhre (NOR)                                               | Truls Johansen (NOR)                                                 | Matic Skube (SLO)                                                    |
| 08.12.2011   | Trysil (NOR)               | Lars Elton Myhre (NOR)                                               | Roberto Nani (ITA)                                                   | Truls Johansen (NOR)                                                 |
| 09.12.2011   | Åre (SWE)                  | Wegen Schneemangels abgesagt. Ersatzrennen am 7. Dezember in Trysil. | Wegen Schneemangels abgesagt. Ersatzrennen am 7. Dezember in Trysil. | Wegen Schneemangels abgesagt. Ersatzrennen am 7. Dezember in Trysil. |
| 14.12.2011   | Obereggen (ITA)            | Patrick Thaler (ITA)                                                 | Will Gregorak (USA)                                                  | Cristian Deville (ITA)                                               |
| 15.12.2011 * | Pozza di Fassa (ITA)       | Axel Bäck (SWE)                                                      | Stefan Luitz (GER)                                                   | Will Brandenburg (USA)                                               |
| 22.12.2011 * | Madonna di Campiglio (ITA) | Victor Muffat-Jeandet (FRA)                                          | Thomas Mermillod Blondin (FRA)                                       | Kryštof Krýzl (CZE)                                                  |
| 16.01.2012   | Méribel (FRA)              | Truls Johansen (NOR)                                                 | Kryštof Krýzl (CZE)                                                  | Wolfgang Hörl (AUT)                                                  |
| 19.01.2012   | Lenzerheide (SUI)          | Roberto Nani (ITA)                                                   | Sergei Maitakow (RUS)                                                | Kryštof Krýzl (CZE)                                                  |
| 24.01.2012   | Zell am See (AUT)          | Stefan Luitz (GER)                                                   | Nicolas Thoule (FRA)                                                 | Riccardo Tonetti (ITA)                                               |
| 12.02.2012   | Pamporowo (BUL)            | Henrik Kristoffersen (NOR)                                           | Naoki Yuasa (JPN)                                                    | François Place (Skirennläufer) (FRA)                                 |
| 13.02.2012   | Pamporowo (BUL)            | Henrik Kristoffersen (NOR)                                           | Reinfried Herbst (AUT)                                               | Santeri Paloniemi (FIN)                                              |
| 17.02.2012   | Oberjoch (GER)             | Abgesagt.                                                            | Abgesagt.                                                            | Abgesagt.                                                            |
| 20.02.2012   | Monte Pora (ITA)           | Abgesagt.                                                            | Abgesagt.                                                            | Abgesagt.                                                            |
| 18.03.2012   | Courmayeur (ITA)           | Nicolas Thoule (FRA)                                                 | Victor Muffat-Jeandet (FRA)                                          | Stefan Luitz (GER)                                                   |

* Nachtslalom

### Super-Kombination
| Datum      | Ort               | 1. Platz                 | 2. Platz            | 3. Platz                             |
| ---------- | ----------------- | ------------------------ | ------------------- | ------------------------------------ |
| 09.02.2012 | Sarntal (ITA)     | Frederic Berthold (AUT)  | Manuel Wieser (AUT) | Hagen Patscheider (ITA)              |
| 23.02.2012 | Sella Nevea (ITA) | Vincent Kriechmayr (AUT) | Adam Peraudo (ITA)  | François Place (Skirennläufer) (FRA) |

### City Event
| Datum      | Ort                       | 1. Platz                    | 2. Platz          | 3. Platz             |
| ---------- | ------------------------- | --------------------------- | ----------------- | -------------------- |
| 21.12.2011 | St. Vigil/Kronplatz (ITA) | Johan Pietilä Holmner (SWE) | Miha Kürner (SLO) | Martin Bischof (AUT) |

## Podestplatzierungen Damen

### Abfahrt
| Datum      | Ort                      | 1. Platz                     | 2. Platz                | 3. Platz              |
| ---------- | ------------------------ | ---------------------------- | ----------------------- | --------------------- |
| 11.01.2012 | Bad Kleinkirchheim (AUT) | Mirena Küng (SUI)            | Jennifer Piot (FRA)     | Cornelia Hütter (AUT) |
| 21.01.2012 | St. Moritz (SUI)         | Abgesagt.                    | Abgesagt.               | Abgesagt.             |
| 22.01.2012 | St. Moritz (SUI)         | Carolina Ruiz Castillo (ESP) | Marion Pellissier (FRA) | Alice McKennis (USA)  |
| 17.02.2012 | Sella Nevea (ITA)        | Lisa Magdalena Agerer (ITA)  | Enrica Cipriani (ITA)   | Joana Hählen (SUI)    |
| 18.02.2012 | Sella Nevea (ITA)        | Lisa Magdalena Agerer (ITA)  | Jasmine Flury (SUI)     | Enrica Cipriani (ITA) |
| 15.03.2012 | Pila (ITA)               | Lisa Magdalena Agerer (ITA)  | Camilla Borsotti (ITA)  | Ilka Štuhec (SLO)     |

### Super-G
| Datum      | Ort                      | 1. Platz                                                                        | 2. Platz                                                                        | 3. Platz                                                                        |
| ---------- | ------------------------ | ------------------------------------------------------------------------------- | ------------------------------------------------------------------------------- | ------------------------------------------------------------------------------- |
| 04.12.2011 | Kvitfjell (NOR)          | Wegen Schneemangels abgesagt. Ersatzrennen am 12. Januar in Bad Kleinkirchheim. | Wegen Schneemangels abgesagt. Ersatzrennen am 12. Januar in Bad Kleinkirchheim. | Wegen Schneemangels abgesagt. Ersatzrennen am 12. Januar in Bad Kleinkirchheim. |
| 16.12.2011 | Außervillgraten (AUT)    | Abgesagt. Ersatzrennen am 7. Februar in Jasná.                                  | Abgesagt. Ersatzrennen am 7. Februar in Jasná.                                  | Abgesagt. Ersatzrennen am 7. Februar in Jasná.                                  |
| 17.12.2011 | Außervillgraten (AUT)    | Abgesagt. Ersatzrennen am 14. Februar in Sella Nevea.                           | Abgesagt. Ersatzrennen am 14. Februar in Sella Nevea.                           | Abgesagt. Ersatzrennen am 14. Februar in Sella Nevea.                           |
| 12.01.2012 | Bad Kleinkirchheim (AUT) | Jennifer Piot (FRA)                                                             | Anna Hofer (ITA)                                                                | Adeline Baud (FRA)                                                              |
| 13.01.2012 | Bad Kleinkirchheim (AUT) | Denise Feierabend (SUI)                                                         | Larisa Yurkiw (CAN)                                                             | Camilla Borsotti (ITA)                                                          |
| 07.02.2012 | Jasná (SVK)              | Romane Miradoli (FRA)                                                           | Ilka Štuhec (SLO)                                                               | Jasmine Flury (SUI)                                                             |
| 08.02.2012 | Jasná (SVK)              | Enrica Cipriani (ITA)                                                           | Romane Miradoli (FRA)                                                           | Sofia Goggia (ITA)                                                              |
| 14.02.2012 | Sella Nevea (ITA)        | Lisa Magdalena Agerer (ITA)                                                     | Sofia Goggia (ITA)                                                              | Enrica Cipriani (ITA)                                                           |
| 16.03.2012 | Pila (ITA)               | Elena Fanchini (ITA)                                                            | Lisa Magdalena Agerer (ITA)                                                     | Camilla Borsotti (ITA)                                                          |

### Riesenslalom
| Datum      | Ort                 | 1. Platz                                                             | 2. Platz                                                             | 3. Platz                                                             |
| ---------- | ------------------- | -------------------------------------------------------------------- | -------------------------------------------------------------------- | -------------------------------------------------------------------- |
| 26.11.2011 | Levi (FIN)          | Wegen Schneemangels abgesagt. Ersatzrennen am 14. Dezember in Zinal. | Wegen Schneemangels abgesagt. Ersatzrennen am 14. Dezember in Zinal. | Wegen Schneemangels abgesagt. Ersatzrennen am 14. Dezember in Zinal. |
| 27.11.2011 | Levi (FIN)          | Wegen Schneemangels abgesagt. Ersatzrennen am 15. Dezember in Zinal. | Wegen Schneemangels abgesagt. Ersatzrennen am 15. Dezember in Zinal. | Wegen Schneemangels abgesagt. Ersatzrennen am 15. Dezember in Zinal. |
| 02.12.2011 | Kvitfjell (NOR)     | Wegen Schneemangels abgesagt.                                        | Wegen Schneemangels abgesagt.                                        | Wegen Schneemangels abgesagt.                                        |
| 14.12.2011 | Zinal (SUI)         | Bernadette Schild (AUT)                                              | Kajsa Kling (SWE)                                                    | Simona Hösl (GER)                                                    |
| 15.12.2011 | Zinal (SUI)         | Lotte Smiseth Sejersted (NOR)                                        | Barbara Wirth (GER)                                                  | Frida Hansdotter (SWE)                                               |
| 18.12.2011 | Valtournenche (ITA) | Ana Drev (SLO)                                                       | Simona Hösl (GER) Carolina Ruiz Castillo (ESP)                       |                                                                      |
| 19.12.2011 | Valtournenche (ITA) | Corinne Suter (SUI)                                                  | Ana Drev (SLO)                                                       | Lotte Smiseth Sejersted (NOR)                                        |
| 20.12.2011 | Schruns (AUT)       | Wegen Schneemangels abgesagt. Ersatzrennen am 24. Februar in Andalo. | Wegen Schneemangels abgesagt. Ersatzrennen am 24. Februar in Andalo. | Wegen Schneemangels abgesagt. Ersatzrennen am 24. Februar in Andalo. |
| 30.01.2012 | Courchevel (FRA)    | Ana Drev (SLO)                                                       | Simona Hösl (GER)                                                    | Eva-Maria Brem (AUT)                                                 |
| 31.01.2012 | Courchevel (FRA)    | Abgesagt. Ersatzrennen am 25. Februar in Andalo.                     | Abgesagt. Ersatzrennen am 25. Februar in Andalo.                     | Abgesagt. Ersatzrennen am 25. Februar in Andalo.                     |
| 24.02.2012 | Andalo (ITA)        | Lisa Magdalena Agerer (ITA)                                          | Bernadette Schild (AUT)                                              | Adeline Baud (FRA)                                                   |
| 25.02.2012 | Andalo (ITA)        | Lisa Magdalena Agerer (ITA)                                          | Bernadette Schild (AUT)                                              | Eva-Maria Brem (AUT)                                                 |
| 27.02.2012 | Abetone (ITA)       | Lisa Magdalena Agerer (ITA)                                          | Simona Hösl (GER)                                                    | Enrica Cipriani (ITA)                                                |
| 28.02.2012 | Abetone (ITA)       | Lisa Magdalena Agerer (ITA)                                          | Nadia Fanchini (ITA)                                                 | Simona Hösl (GER)                                                    |
| 17.03.2012 | Pila (ITA)          | Veronique Hronek (GER)                                               | Barbara Wirth (GER)                                                  | Marion Bertrand (FRA)                                                |

### Slalom
| Datum        | Ort                  | 1. Platz                                                            | 2. Platz                                                            | 3. Platz                                                            |
| ------------ | -------------------- | ------------------------------------------------------------------- | ------------------------------------------------------------------- | ------------------------------------------------------------------- |
| 23.11.2011   | Ruka (FIN)           | Wegen Schneemangels abgesagt. Ersatzrennen am 6. Dezember in Zinal. | Wegen Schneemangels abgesagt. Ersatzrennen am 6. Dezember in Zinal. | Wegen Schneemangels abgesagt. Ersatzrennen am 6. Dezember in Zinal. |
| 24.11.2011   | Ruka (FIN)           | Wegen Schneemangels abgesagt. Ersatzrennen am 7. Dezember in Zinal. | Wegen Schneemangels abgesagt. Ersatzrennen am 7. Dezember in Zinal. | Wegen Schneemangels abgesagt. Ersatzrennen am 7. Dezember in Zinal. |
| 06.12.2011   | Zinal (SUI)          | Veronika Zuzulová (SVK)                                             | Anna Swenn-Larsson (SWE)                                            | Sandrine Aubert (FRA)                                               |
| 07.12.2011   | Zinal (SUI)          | Irene Curtoni (ITA)                                                 | Ramona Siebenhofer (AUT)                                            | Emelie Wikström (SWE)                                               |
| 21.12.2011   | Schruns (AUT)        | Wegen Schneemangels abgesagt.                                       | Wegen Schneemangels abgesagt.                                       | Wegen Schneemangels abgesagt.                                       |
| 26.01.2012   | Melchsee-Frutt (SUI) | Veronika Zuzulová (SVK)                                             | Emelie Wikström (SWE)                                               | Therese Borssén (SWE)                                               |
| 27.01.2012 * | Melchsee-Frutt (SUI) | Therese Borssén (SWE)                                               | Veronika Zuzulová (SVK)                                             | Anna Swenn-Larsson (SWE)                                            |
| 02.02.2012   | Innichen (ITA)       | Veronika Zuzulová (SVK)                                             | Marie-Michèle Gagnon (CAN)                                          | Therese Borssén (SWE)                                               |
| 03.02.2012   | Innichen (ITA)       | Emelie Wikström (SWE)                                               | Therese Borssén (SWE)                                               | Carmen Thalmann (AUT)                                               |
| 10.02.2012 * | Bad Wiessee (GER)    | Nina Løseth (NOR)                                                   | Maruša Ferk (SLO)                                                   | Barbora Lukáčová (SVK)                                              |
| 11.02.2012 * | Bad Wiessee (GER)    | Maruša Ferk (SLO)                                                   | Barbora Lukáčová (SVK)                                              | Rebecca Bühler (LIE)                                                |
| 18.03.2012   | Courmayeur (ITA)     | Michela Azzola (ITA)                                                | Nathalie Eklund (SWE)                                               | Fanny Chmelar (GER)                                                 |

* Nachtslalom

### Super-Kombination
| Datum      | Ort               | 1. Platz                                                                  | 2. Platz                                                                  | 3. Platz                                                                  |
| ---------- | ----------------- | ------------------------------------------------------------------------- | ------------------------------------------------------------------------- | ------------------------------------------------------------------------- |
| 03.12.2011 | Kvitfjell (NOR)   | Wegen Schneemangels abgesagt. Ersatzrennen am 14. Februar in Sella Nevea. | Wegen Schneemangels abgesagt. Ersatzrennen am 14. Februar in Sella Nevea. | Wegen Schneemangels abgesagt. Ersatzrennen am 14. Februar in Sella Nevea. |
| 08.02.2012 | Jasná (SVK)       | Maruša Ferk (SLO)                                                         | Ilka Štuhec (SLO)                                                         | Ramona Siebenhofer (AUT)                                                  |
| 14.02.2012 | Sella Nevea (ITA) | Sofia Goggia (ITA)                                                        | Ricarda Haaser (AUT)                                                      | Janina Schenk (ITA)                                                       |